# 標的（ターゲット）
「標的（ターゲット）」（ターゲット）は、チャゲ&飛鳥（現：CHAGE and ASKA）の楽曲。自身の11作目のシングルとして、ワーナー・パイオニア（現：ワーナーミュージック・ジャパン）から1984年10月25日に発売された。

## 背景・リリース
前作「MOON LIGHT BLUES」からおよそ8ヶ月ぶりのシングル:378。
公式サイトでは、「標的（ターゲット）/マリア（Back To The City）」の表記となっており、両A面シングル扱いとなっている。
また、本楽曲のリリースからバックバンドがTHE ALPHA となり、1987年1月のライブまでバックバンドを務めることとなった。

## 収録曲
| 全編曲: 平野孝幸。 |                                |           |           |      |
| #                  | タイトル                       | 作詞      | 作曲      | 時間 |
| 1.                 | 「標的（ターゲット）」         | 飛鳥涼    | 飛鳥涼    | 3:33 |
| 2.                 | 「マリア（Back To The City）」 | 松本一起  | チャゲ    | 4:18 |
| 合計時間:          | 合計時間:                      | 合計時間: | 合計時間: | 7:51 |

## 楽曲解説
1. 標的（ターゲット）
シングル・ミックスは現在もアルバム未収録かつCD化されていないが、配信はされている。
アルバム『Z=One』に収録されたものはシングルとはミックスが異なっており、ラストの銃声が次曲「メゾンノイローゼ」と被るように編集されている。
2. マリア（Back To The City）
この曲が翌年発売のアルバム『Z=One』に収録されたことでオリジナル・アルバムに初めてシングルのカップリング曲が収録された。しかしミックスはシングルとは若干異なっている。

## 収録アルバム
- Z=One (#1,#2)※アルバム・ミックス
- Standing Ovation (#2)※アルバム・ミックス
- SUPER BEST (#1)※アルバム・ミックス
- SUPER BEST BOX SINGLE HISTORY 1979-1994 AND Snow Mail (#1)※リミックス・バージョン